# Diskografie
Diskografie (von altgriechisch δίσκος dískos „Scheibe“ und -graphie, sinngemäß „Aufzeichnung von Schallplatten“; auch Diskographie, Discographie und Discografie) ist ein nach bestimmten Kriterien zusammengestelltes, häufig chronologisch geordnetes Verzeichnis veröffentlichter Tonträger.

## Allgemeines
Wie die Bibliografie in der Literatur sollen die – viel später aufgekommenen – Diskografien systematisch die veröffentlichten Tonträger (Single, Langspielplatten, EPs, CDs oder DVDs) auflisten, um Interessenten einen vollständigen Überblick zu verschaffen. In dieser Form sind sie ein wichtiger Bestandteil der Biografie eines Künstlers. Sortiermerkmale können Musiktitel, Sänger, Musiker, Bands, Komponisten, Plattenlabels oder ein bestimmter Musikstil sein. Wissenschaftlich-musikologisch orientierte Diskografien beinhalten zudem noch weitere Angaben wie die beteiligten Tonstudios, Aufnahmedaten, die Katalog-Nummer des Musiklabels, die namentliche Aufzählung der Besetzung oder Begleitung nebst gespieltem Musikinstrument, die Matrizen-Nummer, die in der Abmischung verwendeten Takes oder die Spieldauer in chronologischer Reihenfolge. Schwierig wird es, wenn auch unveröffentlichte Aufnahmen, Rundfunk- und Privataufnahmen oder gar Bootlegs erfasst werden sollen. Das verlangt Gordon Stevenson in seinem Aufsatz, der auch einen geschichtlichen Überblick über Diskografien bietet. Personen, die sich vorrangig mit der Erstellung von Diskografien beschäftigen, nennt man Diskografen.

## Geschichte
Insbesondere in den USA und Großbritannien gehören Diskografien zur Normalität in der Musikindustrie. Die ersten Diskografien entstanden ab 1935 für den Jazz von Charles Delaunay. Seine erste Diskografie erschien im März 1935 unter dem Titel „Discographie de Bix et Trumbauer“, war noch selektiv und ließ daher Vollständigkeit vermissen. Delaunays Buch erschien erstmals im Jahre 1943 auch in den USA. Etwa zur gleichen Zeit wie die erste französische Jazz-Diskografie erschien in New York 1936 eine „Enzyklopädie der aufgenommenen Musik“. In der zweiten Auflage der amerikanischen Ausgabe von Delaunays Werk schrieb der Verfasser, dass seit 1936 diskografische Forschung zu einer echten Wissenschaft geworden sei, der sich weltweit Spezialisten gewidmet hätten. 1942 wurde eine periodisch erscheinende Liste unter dem Namen „Discography“ erstmals in England veröffentlicht. D. Russell Connor verlangte in seiner Schrift „What is Discography: Its Goal and Methods?“ im Jahre 1942, dass der Diskograf auch elektrische Transkriptionen, Radioaufnahmen, Filmmusiken, unveröffentlichtes Material, Privataufnahmen von Konzerten und anderen Auftritten berücksichtigen solle. Der Begriff Diskografie wird ab 1968 weltweit üblich, als das Buch „Bibliographies, Subject and National“ von Robert L. Collison erschien. In einem Treffen der Association for Recorded Sound Collections zwischen dem 17. und 19. November 1971 wurden Diskografie-Techniken abgestimmt.
Veröffentlichte detailfreudige Diskografien sind in Deutschland nach wie vor eher eine Seltenheit. Die frühere Deutsche Musikphonothek hat ab 1964 eine „Deutsche Diskographe“ herausgebracht. Diese wurde ab Januar 1970 von dem vom Deutschen Musikarchiv der Deutschen Bibliothek herausgegebenen Schallplattenverzeichnis fortgesetzt. Seit Juni 1973 besteht eine Pflichtablieferung von Musiknoten und Tonträgern an das Deutsche Musikarchiv. Ein Team unter Rainer E. Lotz arbeitet seit 1991 daran, in privater Initiative eine Deutsche National-Discographie zusammenzustellen. Sie ist aufgeteilt in die Sektoren Kleinkunst, Tanzmusik, deutsche Gesangsaufnahmen/Lieder, Sprachaufnahmen, ethnische Aufnahmen und Judaica. Die Zusammenstellung beschränkt sich jedoch auf deutsche Schellackplatten mit 78 min−1 (also keine LPs) im Zeitraum zwischen 1890 und 1960.

## Standards der Diskografie
International hat sich formal und inhaltlich folgendes Schema einer Diskografie durchgesetzt:
```
Joe Turner With Vann 'Piano Man' Walls' Orchestra
Taft Jordan (Trompete), Budd Johnson (Altsaxophon), Freddie Mitchell (Tenorsaxophon), Arleem Kareem (Baritonsaxophon),
Harry Van Walls (Piano), Rector Bailey (Gitarre), Leonard Gaskin (Bass), Connie Kay (Schlagzeug), Joe Turner (Gesang)

Atlantic Recording Studios, New York City, 20. Januar 1952

Matrizen-Nr.	Titel				         Label-Katalog
786	        I'll Never Stop Loving You	         Atlantic 960
786-	        I'll Never Stop Loving You (alt. Take)	 Atlantic LP 8033
787	        Sweet Sixteen	                         Atlantic 960, EP 536, LP 8005, LP 8081;
                                                         Atco SD 33-376
788	        J.T. Blues	                         unveröffentlicht
789	        Don't You Cry	                         Atlantic 970, LP 8033
790	        Poor Lover's Blues	                 unveröffentlicht
```

- Erläuterungen:

Zunächst enthält die Diskografie genaue Hinweise über die Bezeichnung des Interpreten, gefolgt vom Namen des Tonstudios sowie Ort und Datum der Aufnahmesession. Die Matrizen-Nummer ist die Ordnungskennzahl eines Tonstudios, unter der das Master- (oder Mutter-) Band registriert ist, das die End-Abmischung eines Musikstücks enthält. Es folgt der Titel des Musikstücks und die Katalog-Nummer, unter der das Plattenlabel den Titel veröffentlicht hat. Aus dem Beispiel ist erkennbar, dass „Atlantic 960“ zweimal erscheint, es sich somit um zwei Titel handelt, die auf einer Single veröffentlicht worden sein müssen. Die Single Sweet Sixteen / I'll Never Stop Loving You erschien tatsächlich im März 1952, knapp zwei Monate nach der Aufnahmesession. Einige Titel sind nur auf EP oder LP veröffentlicht worden, der J.T. Blues und der Poor Lover's Blues hingegen sind bislang unveröffentlicht geblieben.

## Aufgaben und Ziele
Diskografien erfüllen weitgehend den Informationsbedarf der Sammler und die Interessen der Musikindustrie, für die sie ein Nebenprodukt der Tonträger und Kataloge darstellen. Diskografien organisieren die musikologischen Daten und zeichnen die Tonträgerproduktion möglichst vollständig auf. Sie können unabhängig vom Musikstil erstellt werden, so dass es unerheblich ist, ob es sich um eine Aufnahme von Gustav Mahlers Erster Sinfonie von Eugene Ormandy und dem Philadelphia Orchestra handelt oder den West End Blues von Louis Armstrong and his Hot Five. Diskografien sind ein unerlässliches Hilfsmittel beim Studium der Entwicklung der Popmusik und des Jazz und eine bedeutsame Entscheidungsgrundlage für den Sammler.

## Diskografien nach verschiedenen Kriterien
Im Hinblick auf den Musikstil können Diskografien in Buchform unterschieden werden:
- Opern-Diskografien gibt es beispielsweise von Dietrich Fischer-Dieskau[14] oder Karsten Steiger.[15]
- Im Blues gibt es eine klassische Zusammenstellung,[16] die 1971 auf den Zeitraum 1943–1970 ausgedehnt wurde.
- Über 20 Jahre Entwicklung der Country-Musik zeichnete Tony Russell auf.[17]
- Im Jazz sind zahlreiche diskografische Publikationen erschienen. Brian Rust war ein berühmter britischer Diskograf, der insbesondere das Standardwerk Jazz Records 1897–1942 mit über 32.000 Jazzaufnahmen seit 1961 herausgebracht hat. Eine gute Diskografie für den deutschen Markt bietet der Bielefelder Katalog von Manfred Scheffner, der auch kostenlos im Internet abrufbar ist. Die umfangreichste Diskografie für dieses Genre hat Tom Lord vorgelegt.
- Die aufgenommenen Musikstücke können auch nach Interpreten sortiert werden. So gibt es beispielsweise zahlreiche Diskografien über Johnny Cash[18] mit einer Erweiterung über einen Index aller Aufnahmesessions von 1954 bis 1993. Fred Warings Diskografie verzeichnet alle Aufnahmen dieses Tanzorchesters.[19]
- Im Bereich der Plattenlabels wurde mühsam die Geschichte von Okeh Records zusammengestellt.[20] Einer der bedeutendsten stilübergreifenden Diskografen ist Michael Ruppli, der unter anderem Diskografien über MGM Records[21] oder Mercury Records[22] vorgelegt hat.

Eine Vielzahl von Diskografien ist im Internet verfügbar, so etwa über Muddy Waters, vom britischen Bandleader Jack Hylton oder über das Plattenlabel Sun Records und dessen Interpreten.
Zur Methodik der Diskografie im Bereich der klassischen Musik siehe Martin Elste: Evaluating discographies of classical music. In: Phonographic bulletin. No.54 (July 1989), S. 64–77.